# Tubuliporina
Tubuliporina zijn een onderorde van mosdiertjes (Bryozoa) uit de orde van de Cyclostomatida.

## Taxonomie
De volgende families en geslachten zijn bij de onderorde ingedeeld:
- Annectocymidae Hayward & Ryland, 1985
- Bereniceidae Buge, 1957
- Cinctiporidae Boardman, Taylor & McKinney, 1992
- Diaperoeciidae Canu, 1918
- Entalophoridae Reuss, 1869
- Idmoneidae Busk, 1859
- Mecynoeciidae Canu, 1918
- Multisparsidae Bassler, 1935
- Oncousoeciidae Canu, 1918
- Orectopora Grischenko, Gordon & Melnik, 2018
- Pandanipora Grischenko, Gordon & Melnik, 2018
- Plagioeciidae Canu, 1918
- Pustuloporidae Smitt, 1872
- Stomatoporidae Pergens & Meunier, 1886
- Terviidae Canu & Bassler, 1920
- Tubuliporidae Johnston, 1837

### Synoniemen
- Diastoporidae Gregory, 1899 → Plagioeciidae Canu, 1918